# Horst Meyer
Horst Meyer (n. 20 iunie 1941, Hamburg, Germania Nazistă – d. 24 ianuarie 2020, Lanzarote, Las Palmas, Spania) a fost un canotor ce a reprezentat Germania, medaliat olimpic. A participat la 2 ediții ale Jocurilor Olimpice (1964, 1968) în care a câștigat o medalie de aur și o medalie de argint.